# Liste des stations du métro de Singapour
Ci-après la liste des stations du métro de Singapour par ordre alphabétique. 

## A
- Admiralty
- Aljunied
- Ang Mo Kio

## B
- Bayshore
- Bedok
- Bedok South
- Bishan
- Boon Lay
- Braddell
- Bright Hill
- Buangkok
- Bugis
- Bukit Batok
- Bukit Gombak
- Buona Vista

## C
- Canberra
- Changi Airport
- Chinese Garden
- City Hall
- Clementi
- Commonwealth

## D
- Dhoby Ghaut
- Dover

## E
- Eunos
- Expo

## G
- Gardens by the Bay
- Great World

## H
- HarbourFront
- Havelock
- Hume

## J

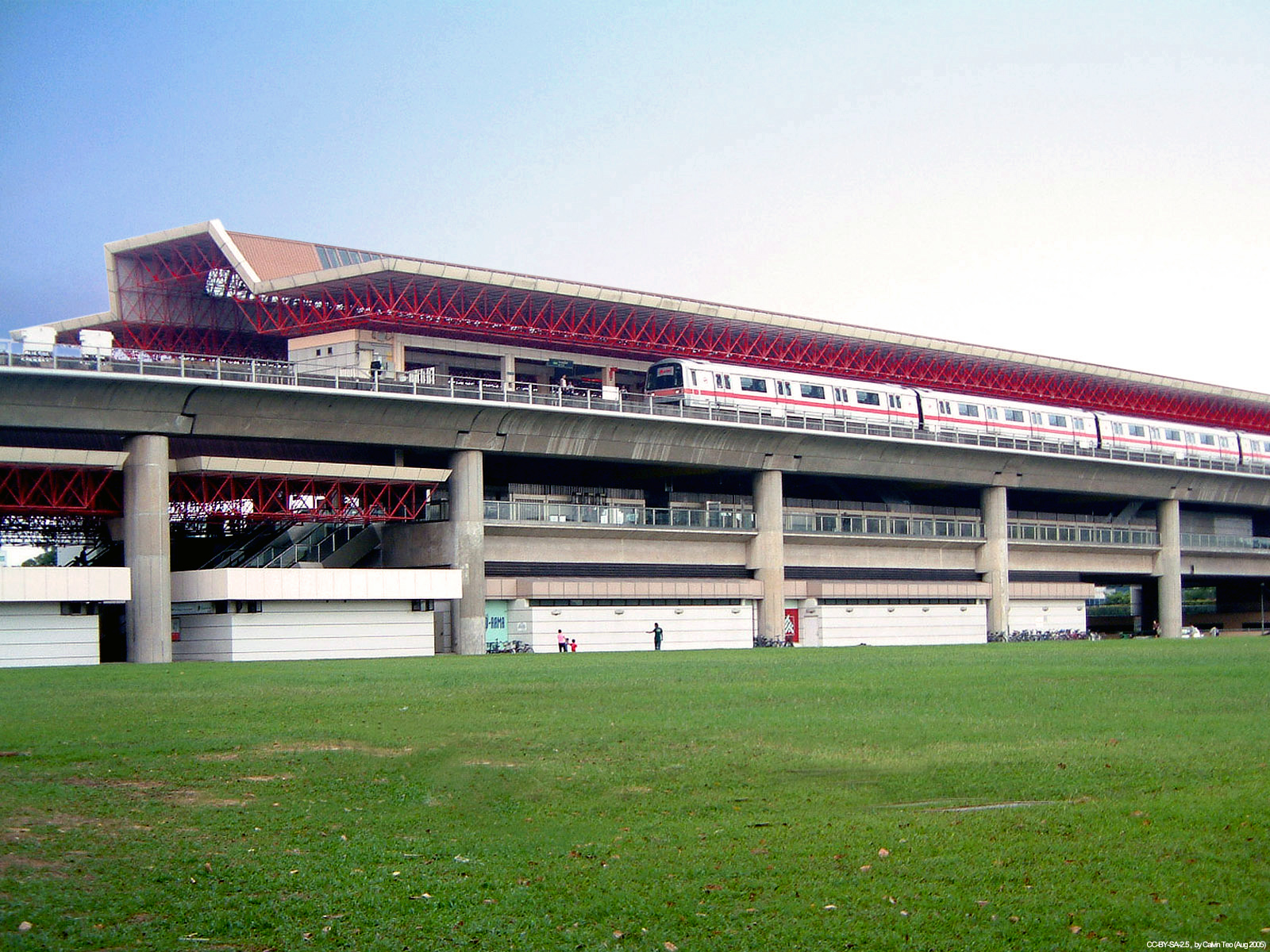
Arrivée d'une rame à la station Jurong East

- Joo Koon
- Jurong East

## K
- Kallang
- Katong Park
- Kembangan
- Khatib
- Kranji

## L
- Lakeside
- Lavender
- Lentor

## M
- Marina Bay
- Marina Pier
- Marine Parade
- Marine Terrace
- Marsiling
- Marymount
- Maxwell
- Mayflower

## N
- Newton
- Napier
- Novena

## O
- Orchard
- Orchard Boulevard
- Outram Park

## P
- Pasir Ris
- Paya Lebar
- Pioneer
- Punggol
- Punggol Coast

## Q

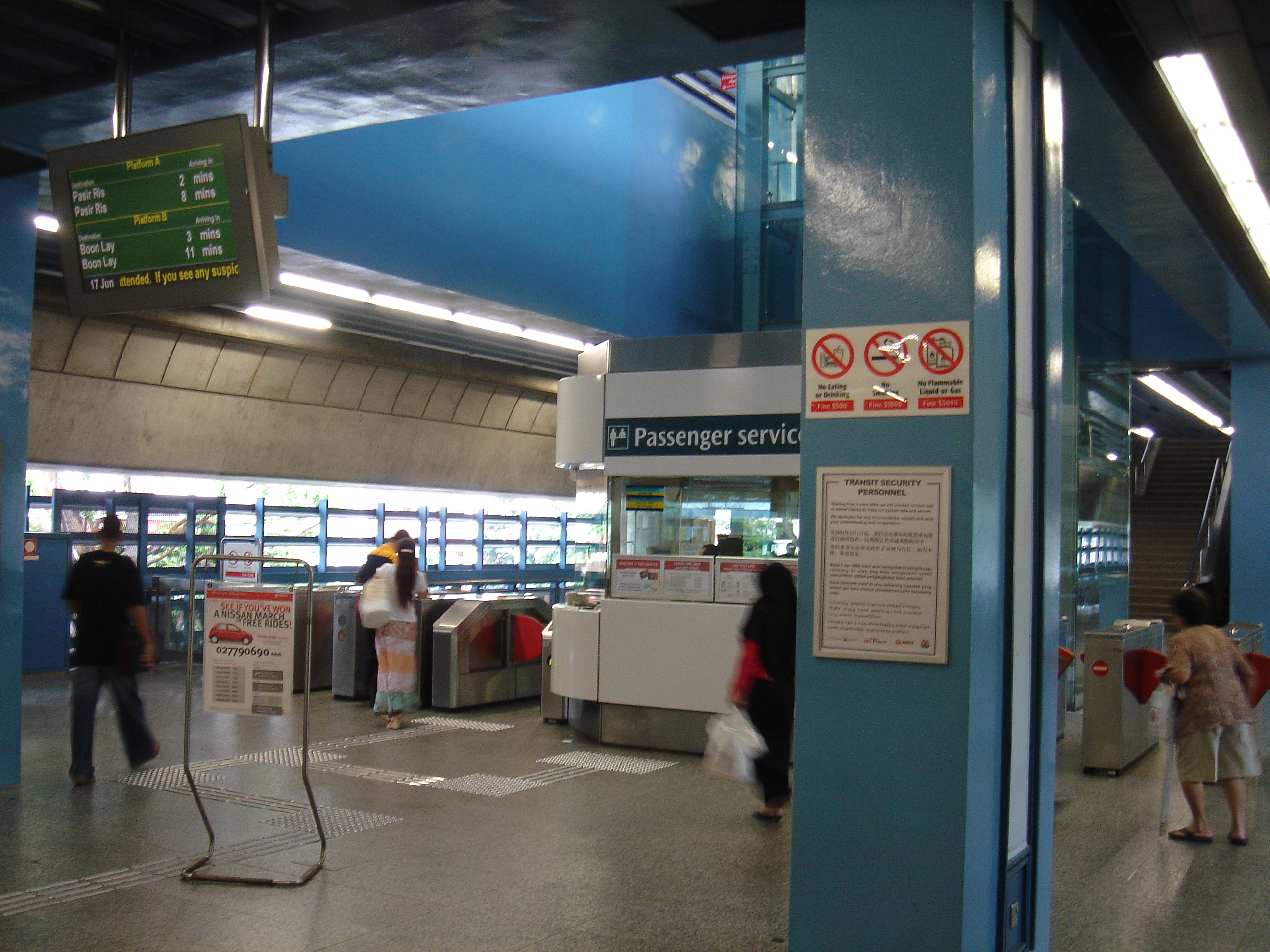
Niveau du hall de la station Queenstown, avec un écran à plasma, centre de service aux passagers et portillons automatiques

- Queenstown

## R
- Raffles Place
- Redhill

## S
- Sembawang
- Shenton Way
- Siglap
- Simei
- Somerset
- Springleaf
- Sungei Bedok

## T
- Tampines
- Tanah Merah
- Tanjong Katong
- Tanjong Pagar
- Tanjong Rhu
- Tiong Bahru
- Toa Payoh
- Tuas
- Tuas Crescent
- Tuas Link
- Tuas West

## U
- Upper Thomson

## W
- Woodlands
- Woodlands North
- Woodlands South

## Y
- Yew Tee
- Yio Chu Kang
- Yishun